# Jack Canfield
Jack Canfield (født 19. august 1944) er en amerikansk foredragsholder og forfatter. Canfield er bedst kendt for at have været med til at skabe bogserien "Chicken Soup for the Soul", som tæller over 124 titler i 100 millioner kopier.